# Lingua paiwan
La lingua paiwan è una lingua nativa di Taiwan, parlata dall'etnia Paiwan di aborigeni taiwanesi. Tale lingua fa parte delle lingue formosane, della famiglia delle lingue austronesiane, e si stima essere parlata da circa 66.000 individui.